# Communauté de communes de Saint-Julien-sur-Cher, La Chapelle-Montmartin, Saint-Loup-sur-Cher
La Communauté de communes de Saint-Julien-sur-Cher, La Chapelle-Montmartin, Saint-Loup-sur-Cher est une ancienne communauté de communes française, située dans le département de Loir-et-Cher. 
En 2009, elle a fusionné avec la Communauté de communes du Romorantinais pour donner la Communauté de communes du Romorantinais et du Monestois.

## Composition
Elle était composée des 3 communes suivantes :
- La Chapelle-Montmartin
- Saint-Julien-sur-Cher
- Saint-Loup

## Historique
- En 2009, elle a fusionné avec la Communauté de communes du Romorantinais pour donner la Communauté de communes du Romorantinais et du Monestois.

## Sources
- le splaf
- la base aspic